# Kaj Schoubye
Kaj Erik Schoubye (26. juni 1892 i København – 7. oktober 1971) var en dansk fuldmægtig og atlet (kapgang).
Schoubye var medlem af Københavns IF og vandt to danske mesterskaber; 50 km 1924 og 10 km 1926. Han var initiativtager til dennelsen af Dansk Gangforbund i 1946, og blev DGFs første formand. Han sad på posten frem til 1959.
Kaj Schoubye var far til museumsdirektør Sigurd Schoubye (1915 - 2000).

## Danske mesterskaber
Denne liste er ufuldstændig; hjælp gerne med at udfylde den.
- Guld 1924 50 km gang
- Guld 1926 10 km gang
- Sølv 1926 50 km gang